# 世界杯 (头衔)

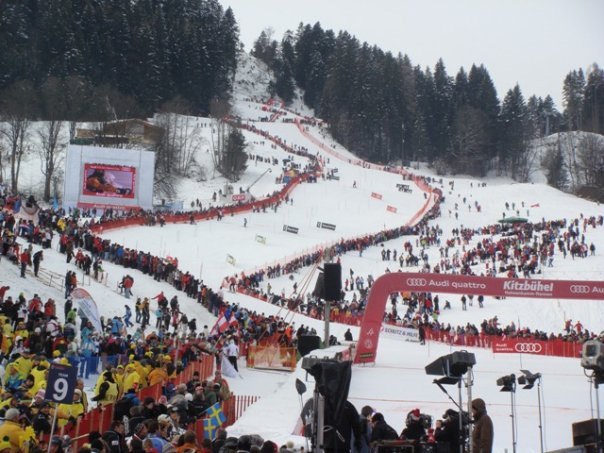
高山滑雪世界杯由一系列比赛组成，然后一起计算成绩

世界杯是一项全球性体育运动的头衔，参赛实体（通常是代表其国家的国家队或个人）在比赛中争夺世界冠军，与该名称最早有关联的赛事是国际足联世界杯，其历史可以追溯到1930年。此后，陆续出现许多以“世界杯”命名的体育赛事，例如：板球世界杯、橄榄球世界杯、世界杯联盟式橄榄球赛和世界杯曲棍球赛。
世界杯通常（但并非绝对）被认为是该项运动的顶级赛事，冠军得主将会获得该项运动的最高荣誉，并被视为该项运动的最佳队伍或运动员。然而在某些运动项目中，奥运会冠军至少拥有同等的声望，而跳水和竞技体操等运动则将其顶级赛事与“世界杯”区分开来，“世界杯”的规模或观众较小但水平层次较高，仅面向少数精英运动员。

## 世界杯和世界锦标赛的区别
有些体育管理机构更喜欢使用“世界锦标赛”或相关术语，还有一些同时举办“世界杯”和“世界锦标赛”，但规则有所不同。以下举例：
| 体育项目       | 世界杯                    | 世界锦标赛           |
| -------------- | ------------------------- | -------------------- |
| 高山滑雪       | 高山滑雪世界杯            | 世界高山滑雪锦标赛   |
| 射箭           | 射箭世界杯                | 世界射箭锦标赛       |
| 竞技体操       | 竞技体操世界杯            | 世界竞技体操锦标赛   |
| 冬季两项       | 冬季两项世界杯            | 冬季两项世界锦标赛   |
| 田径           | 田径世界杯                | 世界田径锦标赛       |
| 越野滑雪       | 越野滑雪世界杯            | 世界北欧式滑雪锦标赛 |
| 冰壶           | 冰壶世界杯                | 世界冰壶锦标赛       |
| 板球           | 板球世界杯、男子T20世界杯 | 世界板球对抗锦标赛   |
| 自行车运动     | UCI公路世界杯             | UCI世界锦标赛        |
| 跳水           | 跳水世界杯                | 世界游泳锦标赛       |
| 击剑           | 击剑世界杯                | 世界击剑锦标赛       |
| 自由式滑雪     | 国际雪联自由式滑雪世界杯  | 世界自由式滑雪锦标赛 |
| 雪橇运动       | 雪橇世界杯                | 世界雪橇锦标赛       |
| 北欧混合式滑雪 | 北欧混合式滑雪世界杯      | 世界北欧式滑雪锦标赛 |
| 韵律体操       | 韵律体操世界杯            | 世界韵律体操锦标赛   |
| 跳台滑雪       | 跳台滑雪世界杯            | 世界北欧式滑雪锦标赛 |
| 竞速滑冰       | 竞速滑冰世界杯            | 世界竞速滑冰锦标赛   |
| 排球           | 世界杯排球赛              | 世界排球锦标赛       |

这类比赛通常采取两种比赛形式：短期的定期赛、为期一年的系列赛，定期举办的比赛通常采用淘汰制，可能会先进行持续一段时间的分组赛，最终被淘汰至两名队伍晋升决赛，在决赛优胜者将获得世界冠军的称号，并保留该称号直到下次赛事举办为止。这种赛制在团队运动中最为常见，但是在个人运动中，保留冠军头衔的时间可能会有所不同，因为它取决于卫冕冠军和挑战者之间预定比赛的行程表。

## 赛季制
个人运动中流行的另一种截然不同的概念，比赛季节为期一年，期间会进行多场比赛。在这种赛制下，每场个人比赛的胜利都会获得积分。参赛选手在一年（通常称为“赛季”）内不断参赛累积一定积分，直到所有比赛结束后，累计总积分将决定世界冠军，优胜者将一直保持冠军头衔，直到诞生下一届冠军。